# Östra Horsskär
Östra Horsskär är en ö i Åland (Finland). Den ligger i Skärgårdshavet och i kommunen Vårdö i landskapet Åland, i den sydvästra delen av landet. Ön ligger omkring 33 kilometer öster om Mariehamn och omkring 250 kilometer väster om Helsingfors.
Öns area är 8,2 hektar och dess största längd är 460 meter i sydöst-nordvästlig riktning. Ön höjer sig omkring 10 meter över havsytan.